# Schöneiche bei Berlin
Schöneiche bei Berlin ist eine amtsfreie Gemeinde im Landkreis Oder-Spree in Brandenburg (Deutschland).

## Geografie
Schöneiche grenzt an Berlin (Ortsteile Friedrichshagen und Rahnsdorf) sowie an die Gemeinden Hoppegarten (Ortsteil Münchehofe), Neuenhagen, Fredersdorf-Vogelsdorf, Rüdersdorf und Woltersdorf. Die Gemeinde liegt direkt an der Landesgrenze zu Berlin, wohinter sich die Köpenicker Heiden befinden. Die heutige Gemeinde wird von Nord nach Süd durch die Senitz durchflossen, die nur noch teilweise Wasser führt. Sie bildete einst die Grenze der zwei ursprünglichen Dörfer Schöneiche und Klein Schönebeck.

## Grenzen
Die heutige Gemeinde Schöneiche entspricht weitestgehend den beiden Feldmarken der Dörfer Schöneiche und Klein Schönebeck. Der nördlich der B1 liegende Teil der Schöneicher Feldmark, rund 80 ha, gehört heute zur Gemeinde Neuenhagen. Im Südosten der Schönebecker Feldmark gehören heute rund 23 ha zur Gemeinde Woltersdorf.

## Gemeindegliederung
Die heutige Großgemeinde entstand aus dem Zwangszusammenschluss der Gemeinden Schöneiche und Klein Schönebeck, die am 1. April 1939 unter dem Namen Schöneiche bei Berlin erfolgte. Bis dahin verlief die Grenze zwischen den beiden Dörfern entlang des Flüsschens Senitz. Rechts der Senitz lag Schöneiche, links Kleinschönebeck.

Zur Gemeinde gehören heute die Wohnplätze Birkenheim, Fichtenau, Grätzwalde, Hohenberge, Kleinschönebeck und Siedlung an den Fuchsbergen.

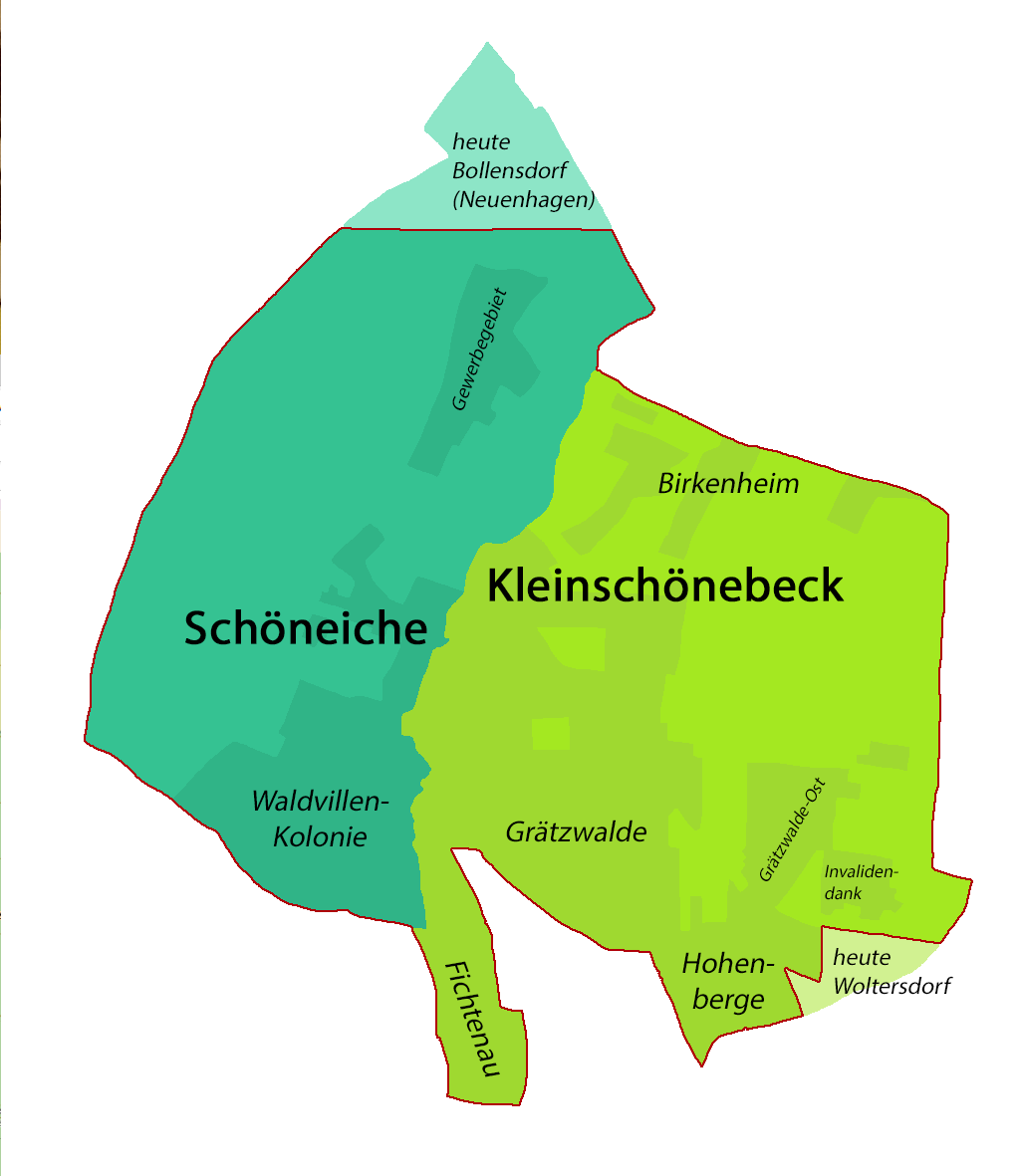
Feldmarken von Kleinschönebeck und Schöneiche

## Geschichte

### Frühgeschichte bis zum Mittelalter
Auf dem Gebiet des heutigen Schöneiche scheinen seit der Jungsteinzeit in wohl ungebrochener Folge Siedlungen bestanden zu haben, wie Grabungen bestätigen. Um 1930 wurden bei Erdarbeiten bei der Kleinschönebecker Mühle Funde aus der Zeit von zirka 4500 v. Chr. bis 2000 v. Chr. geborgen. Bei Ausgrabungen des Berliner Märkischen Museums 1936/1937 wurde beim Weidensee eine Siedlung der Lausitzer Kultur gefunden. Außerdem konnte ein Urnenfeld aus derselben Zeit (800 v. Chr.) auf einem zu Kleinschönebeck und Woltersdorf gehörenden Gelände freigelegt werden. Des Weiteren wurden Funde aus der späten römischen Kaiserzeit freigelegt. Aus dem 5. Jahrhundert gibt es slawische Siedlungen am Fredersdorfer Mühlenfließ.
1250 legten Zisterziensermönche auf dem Gebiet von Fichtenau eine erste Wassermühle an.

#### Schöneiche
1375 wurde Schöneiche als Schoneyke und Schoneyche erstmals urkundlich im Landbuch der Mark Brandenburg erwähnt. Besitzer des Dorfes waren der Berliner Bürger Schlegel (Slegel) sowie Hans und Peter Lietzen (Litzen). Der Ort bestand aus einem Rittersitz (12 Hufen) sowie 12 Bauerngütern und drei Kossätenstellen. 1429 befand sich Schlegels Besitzteil im Besitz der Erben der Lietzen. Klaus Lietzen vertauschte seinen Schöneicher Besitz mit dem eines Stofenow (auch Stavenow; Biesow auf dem Oberbarnim). Als dieser kurz darauf starb, verkaufte seine Witwe den Gutshof Schöneiche an den Berliner Bürger Jacob Heidecke. 1450 gehörte Schöneiche zum Teil der Stadt Berlin (bis 1451) und Friedrich II. Ab 1480 wurde Schöneiche Eigentum eines Mannes namens Hobeck, danach der Familie von Quast.

#### Kleinschönebeck
1375 wurde (Klein)Schönebeck als Schonebeke und Schonenbeke ebenfalls erstmals im Landbuch der Mark Brandenburg erwähnt. Besitzer Kleinschönebecks (45 Hufen; 10 Kossätenstellen) war der Cöllner Bürger Glase (Glasow). 1450 befand sich Kleinschönebeck im Besitz des Landesherrn Friedrich II. 1480 wurde es Eigentum eines Schulboth, einem Lehnsdiener des Markgrafen. Danach, möglicherweise schon zu Beginn des 16. Jahrhunderts, als Markgraf Jost von Mähren Altlandsberg an die von Krummensees verkaufte, ging der Ort in den Besitz der Stadt Altlandsberg über. Das genaue Jahr konnte noch nicht geklärt werden. Obwohl die Bewohner Schönebecks nicht an den Kämpfen des Bauernkrieges teilgenommen hatten, waren sie nach der Niederwerfung von der vermehrten Ausbeutung durch ihre Besitzer betroffen.

### Frühe Neuzeit

#### Dorf Schöneiche

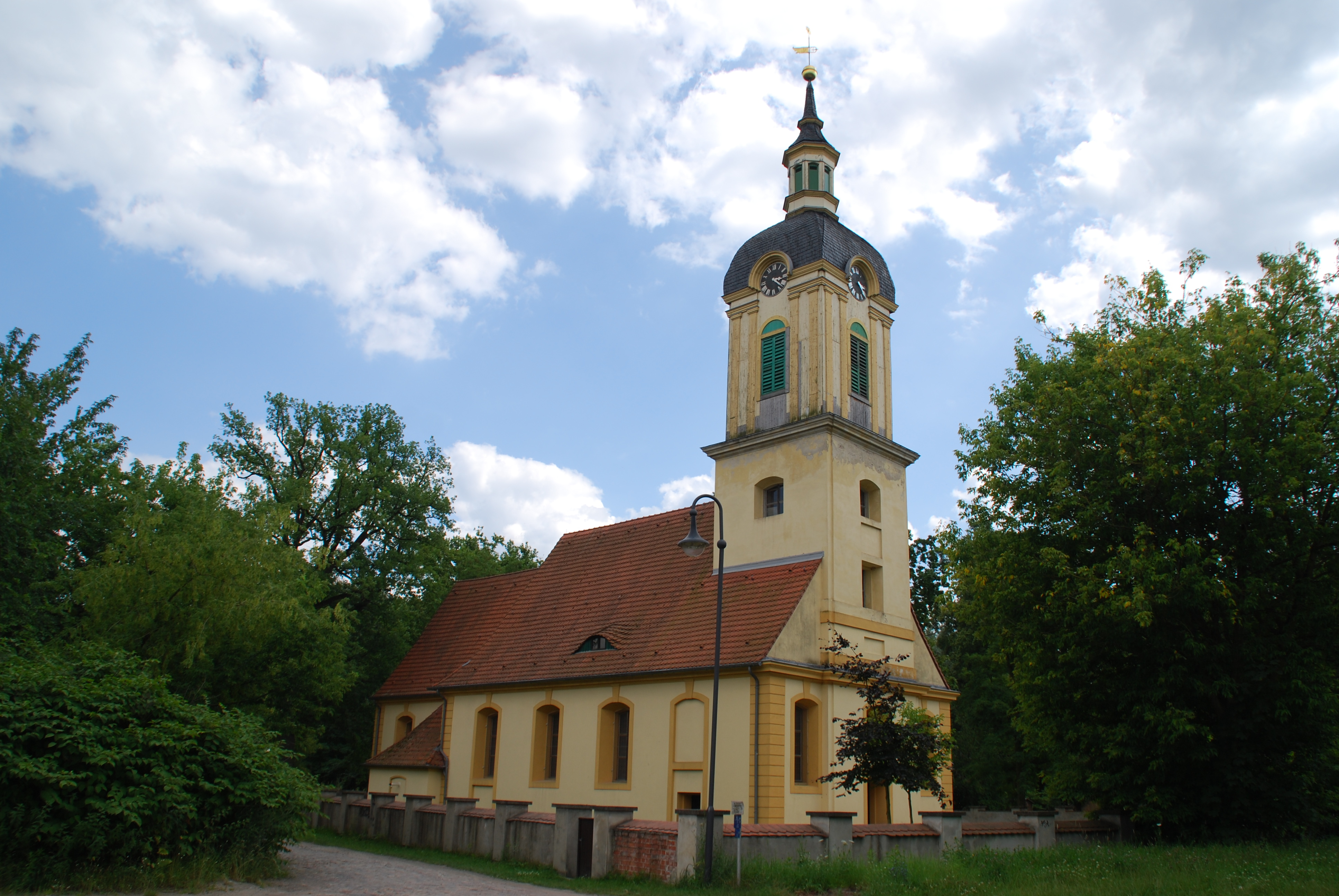
Schlosskirche

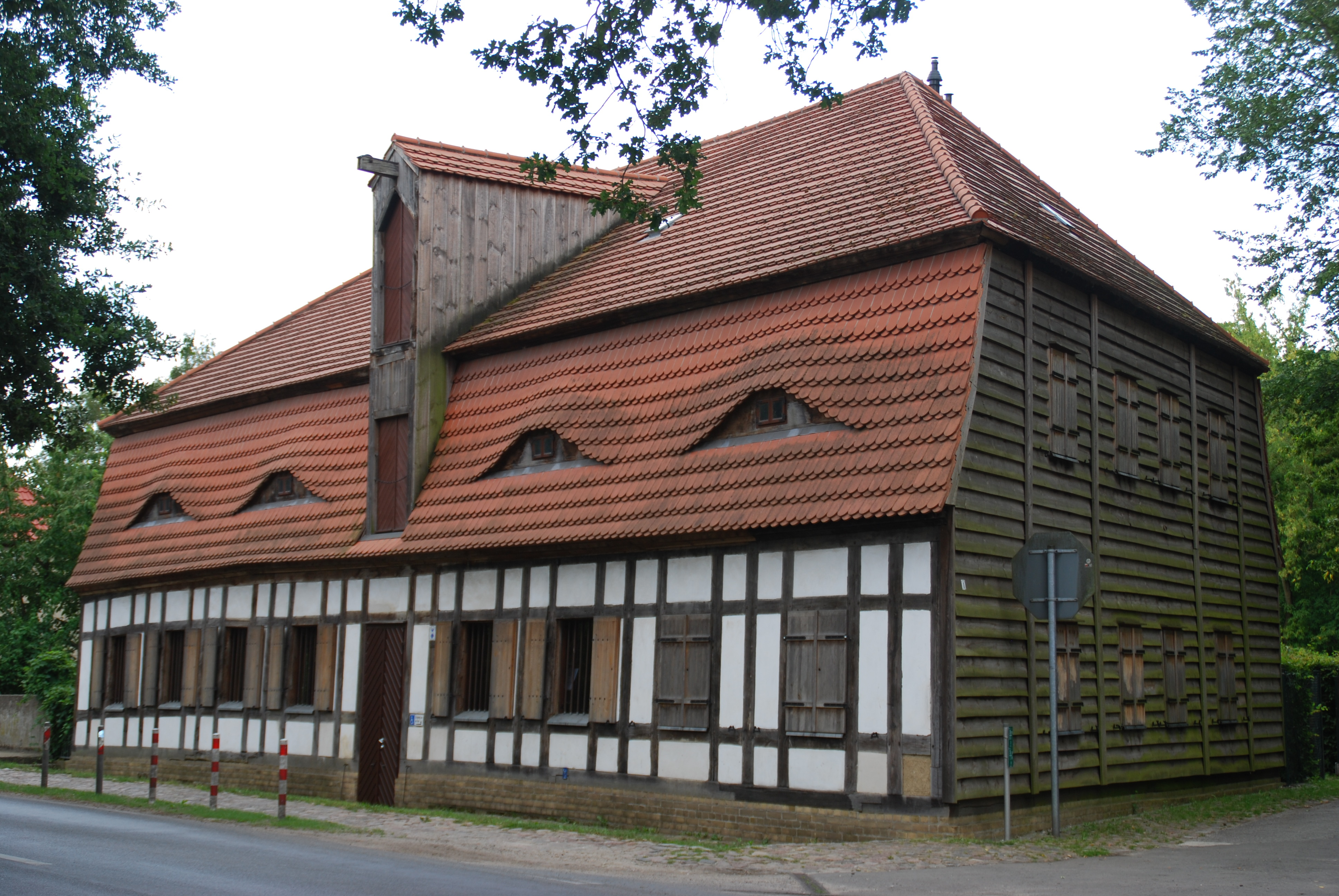
Alter Raufutterspeicher

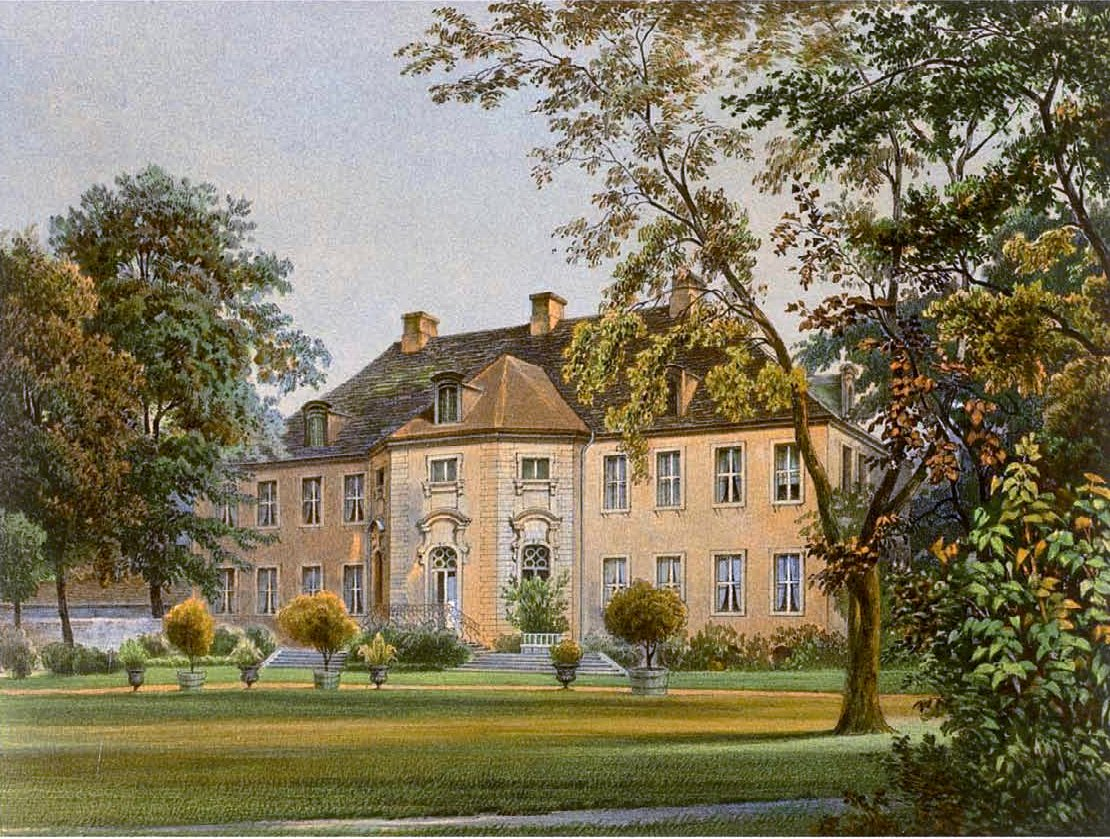
Schloss Schöneiche um 1860, Sammlung Alexander Duncker

1527 erhielt die Witwe des Hans von Krummensee das Dorf Schöneiche mit allen Rechten als Witwensitz vom Kurfürsten Joachim I. Zwei Jahre später wurde die Familie von Krummensee mit dem Ort belehnt. Die Krummensees errichteten das erste feste Haus, einen mit einer Feldsteinmauer umgebenen Rittersitz gegenüber der Kirche. Seit 1541 heißt der Ort in den Quellen Schöneiche. 1610 bestätigte Kurfürst Johann Sigismund die Belehnung der Krummensees in Person der Brüder Hans und Hartwich von Krummensee.
Im Dreißigjährigen Krieg wurde Schöneiche, anders als etwa das Nachbardorf Woltersdorf, kaum in Mitleidenschaft gezogen. 1655 zog Georg Grätz von Seeberg nach Schöneiche. Durch Einheirat kam er in den Besitz eines Bauernhofes, der heute das älteste erhaltene Bauernhaus und Heimatmuseum ist. 1690 mussten die Krummensees aus finanziellen Gründen (Folgen des Dreißigjährigen Krieges) Schöneiche verkaufen. Käufer wurde „auf Widerruf“ durch die Krummensees ihr Verwandter, der polnische und kursächsische General Christian Dietrich von Röbel auf Hohenschönhausen. Nach Aufzeichnungen des späteren Pfarrers Babick war jedoch seine Frau Maria Ludmilla von Kuffer die Käuferin. Röbel scheint ein strenges Regiment geführt zu haben, unter anderem untersagte er den Verkauf von Bier im Krug vor 16 Uhr (außer an Reisende) und nach 21 Uhr, wofür auch der Krüger haftbar gemacht wurde. Er verbot außerdem, Holz zu schlagen oder zu sammeln. Da Hans Adam von Krummensee auf einen Rückkauf verzichtete, ging das Dorf 1701 endgültig in den Röbelschen Besitz über.
Nach zwei Jahren im Besitz des Ernst Adam von Hake auf Rangsdorf erwarb der Geheime Rat Severin Schindler das Gut Schöneiche. Er ließ schon ab diesem Jahr die Kirche erneuern, die im Stile des Barock ausgebaut wurde und einen Turm bekam. Auch eine Schule ließ Schindler einrichten. 1726 stellte er mit Johann Friedrich den ersten Schulmeister für die 35 schulpflichtigen Kinder an. Zudem stiftete er eine wertvolle Bibliothek „christlicher und erbaulicher Literatur“, die der Pfarrer verwaltete und die in der Schlosskirche aufgestellt wurde. Noch heute ist ein Drittel des Bestandes erhalten, darunter mehrere Bibeln aus dem 16. und 17. Jahrhundert mit Titelholzschnitten von Lucas Cranach III. 1725 erließ Schindler mehrere Verordnungen, unter anderem eine detaillierte Schulordnung und eine Armenverordnung, die das Betteln im Ort untersagte. 1730 richtete Schindler ein Waisenhaus ein. Nach seinem Tod (1737) und dem Tod seiner Witwe 1746 ging ein Großteil des beträchtlichen Vermögens in einer Stiftung zugunsten des Waisenhauses auf. Zum Kapital gehörte auch das Dorf Schöneiche.
Die Kuratoren der Stiftung verlegten das Waisenhaus bald nach Berlin und veräußerten das Dorf Schöneiche 1747 an den Bankier Segebarth. 1749 wurde auf Anordnung von Friedrich II. ein Raufutterspeicher für die königliche Kavallerie errichtet. Das Gebäude steht heute unter Denkmalschutz. Die Witwe Ann Regina Segebarth verkaufte Schöneiche 1753 an die ebenfalls verwitwete Auguste von Oerzen. Da diese 1756 ihren Zahlungsverpflichtungen nur zum Teil nachgekommen war, versuchte sie, Kapital aus den reichen Holzbeständen Schöneiches zu schlagen. Das missfiel jedoch der Vorbesitzerin, die das gerichtlich untersagen ließ. Daraufhin verkaufte sie das Gut Schöneiche 1759 an den Amtmann Puhlmann. Am 7. Juli 1761 erwarb der Hofbankier Friedrich Wilhelm Schütze, einer der reichsten Bürger Berlins, das Dorf Schöneiche.

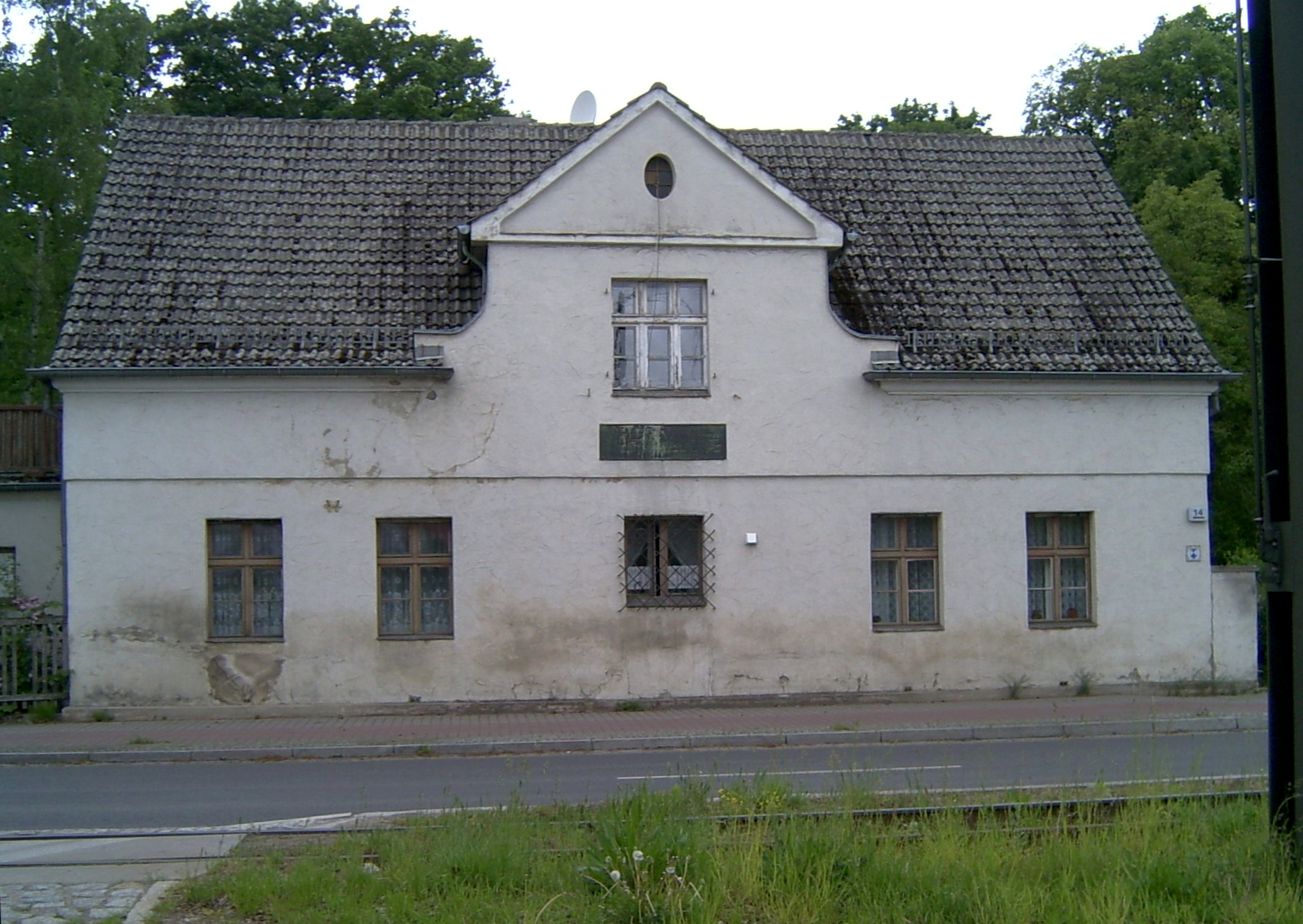
Lützowhaus

Schütze ließ ein neues Schloss, einen Park und eine Wachsbleiche zur Herstellung von Kerzen errichten. Die Produkte gingen vor allem an den Berliner Königshof, aber auch an die Königshöfe von Portugal, Spanien und Italien. 1760 setzte er gegen den Widerstand der Schöneicher die Aufteilung der Gemeinheiten (Weiden, Wiesen) durch, wobei der weitaus größere Teil ihm zufiel. Nachdem Schütze 1794 gestorben war, bestattete man ihn in der Schlosskirche, wo ihm Johann Gottfried Schadow ein Grabmal errichtete.
1809 wurde nach dem Gefecht bei Dodendorf der schwer verwundete Adolf von Lützow im Haus des Gutsherrn gesundgepflegt; eine gusseiserne Gedenktafel erinnert bis heute daran.

#### Kleinschönebeck

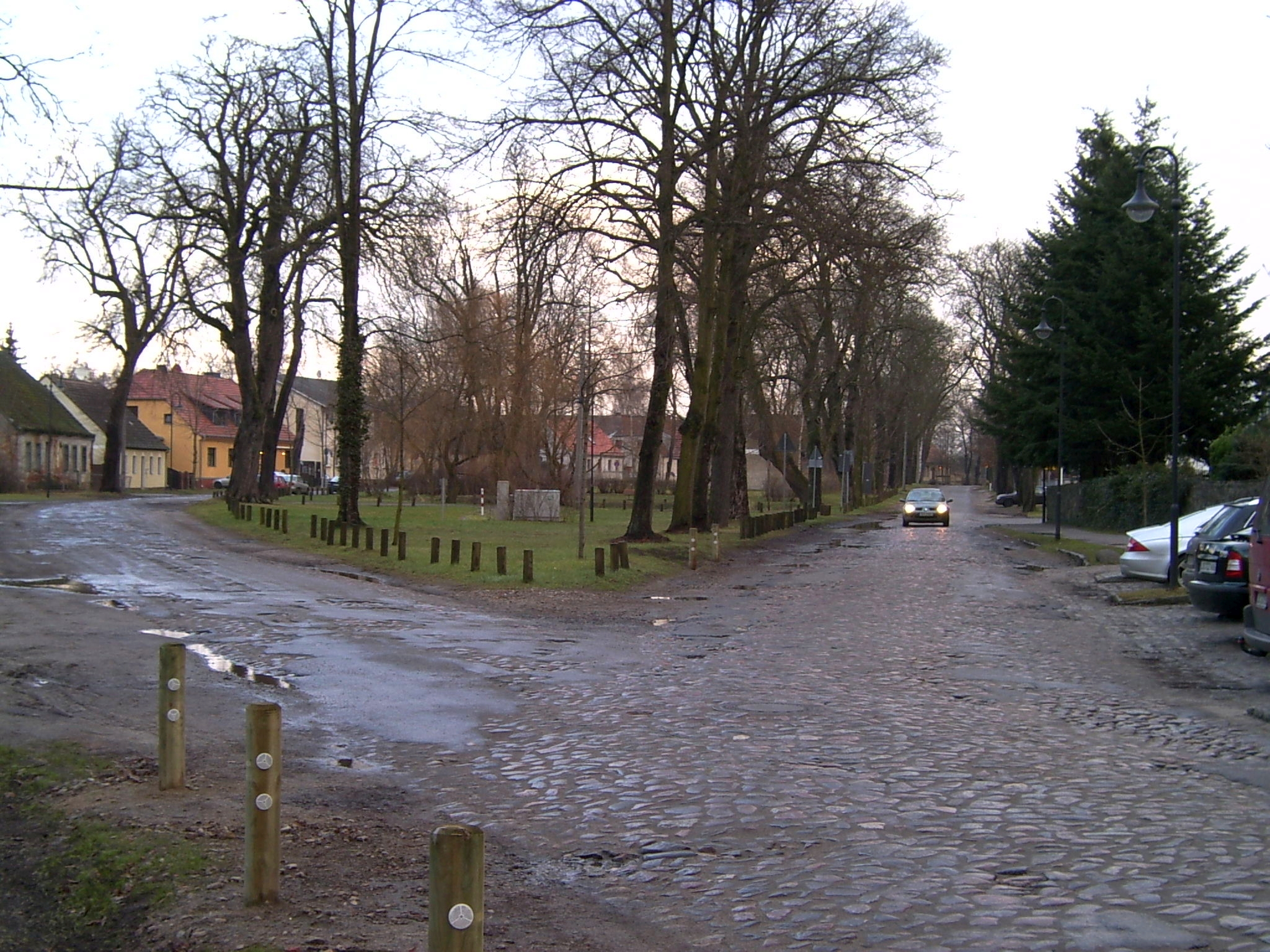
Alter Dorfanger von Kleinschönebeck vor dem Umbau 2011

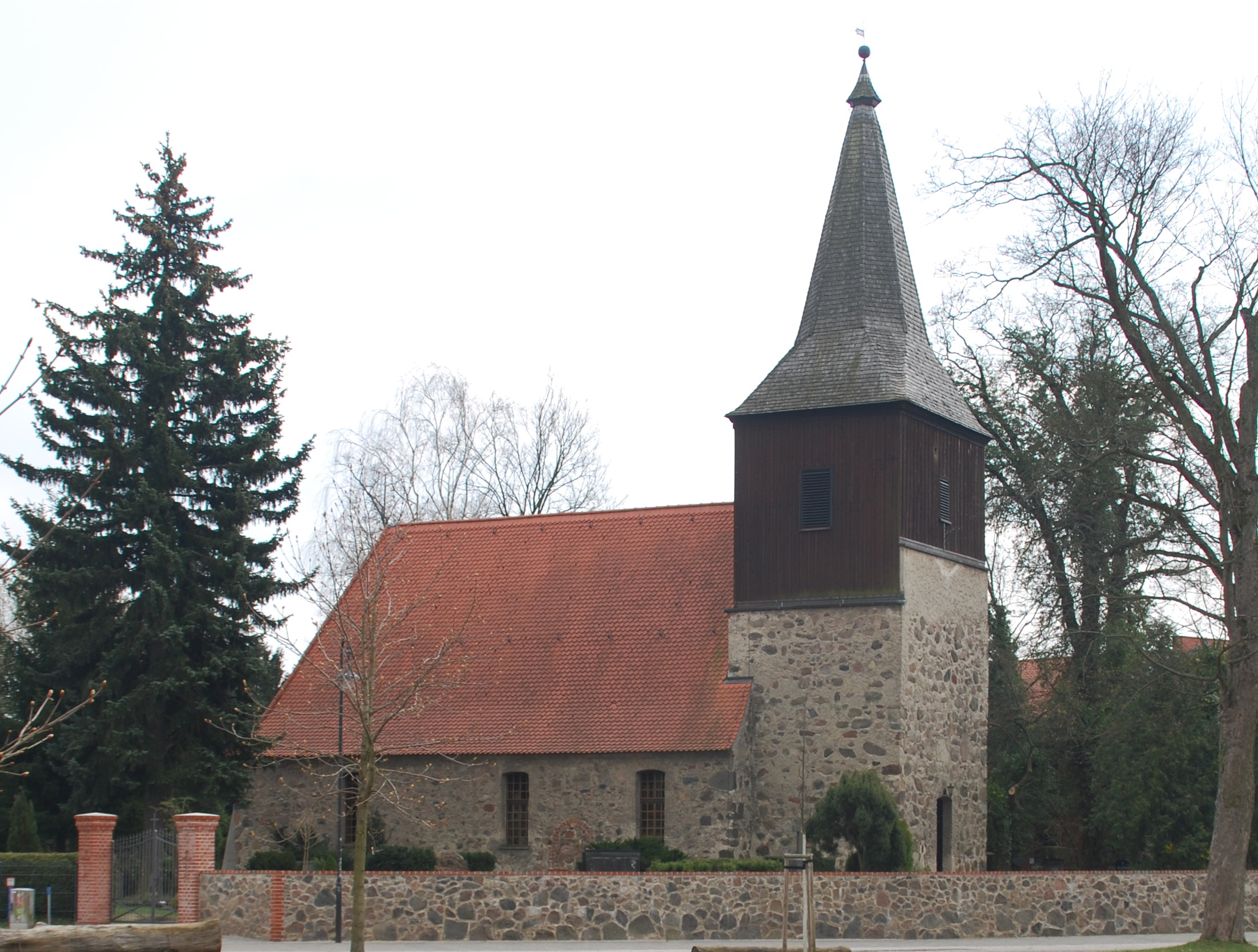
Dorfkirche von Kleinschönebeck

Im 15./16. Jahrhundert wurde die Dorfkirche errichtet. 1541 hieß der Ort Klein schonbecke, 1624 wird er als Klein Schönebeck erwähnt, 1683 wieder nur Schönebeck, jedoch mit dem Hinweis, dass der Ort im Allgemeinen Klein Schönebeck genannt wird. In einem Gesamtbelehnungsbrief des Kurfürsten Johann Georg wird das Dorf 1572 erneut als Besitz der Krummensees ausgewiesen. 1592 kauften die Krummensses auch die Kleinschönebecker Mühle.
1621 zog die Familie Grätz von Seeberg nach Kleinschönebeck. Sie stellten in der Folgezeit über Jahrhunderte die Dorfschulzen und bestimmten die Geschicke des Ortes mit. Im selben Jahr starb mit Georg Schmidt der erste namentlich bekannte Pfarrer des Ortes. Am 21. Dezember 1643 verkauften die Krummensees Kleinschönebeck an Georg Friedrich Lotho von Trotten, der es 1651 an Erasmus Seydel weiter veräußerte. Dieser verkaufte das Dorf wiederum am 3. Juli 1654 an den Reichsfreiherrn Otto von Schwerin. 1708 ging die Herrschaft Altlandsberg in den Besitz von König Friedrich I. über. Bis zum Anfang des 19. Jahrhunderts gehörte Kleinschönebeck als Domäne nun zum Amt Altlandsberg. 1778 wurde mit Raymund Dapp eine der bedeutendsten Gestalten der Ortsgeschichte Pfarrer in Kleinschönebeck und den dazugehörigen Außenstellen Schöneiche und Münchehofe. Von ungefähr 1784 bis 1837 waren erst Johann Heinrich Lübke und anschließend sein Sohn Johann Friedrich Lübke Schulmeister der Dorfschule. 1793 wurde auf Initiative von Pfarrer Dapp eine Industrieschule errichtet. Unterstützung erhielt er dabei vom Küster Lübke und dessen Frau. Die Schule vermittelte nicht nur theoretisches, sondern auch praktisches Wissen wie Gartenbau, Spinnen und Stricken. Jedoch sollte das nur Erziehung zur Arbeit sein, nicht Erwerbsarbeit in der Schule. So wies er das Ansinnen der Schulbehörde zurück, die Schule solle sich aus den Arbeitserlösen selbst tragen. Weitere Hilfe leisteten der Dorfschulze Grätz und der königliche Minister Otto von Voß. Auch eine Maulbeerbaumplantage geht auf die Initiative Dapps zurück, von der auch heute noch zwei Bäume stehen.

### 20. Jahrhundert bis heute

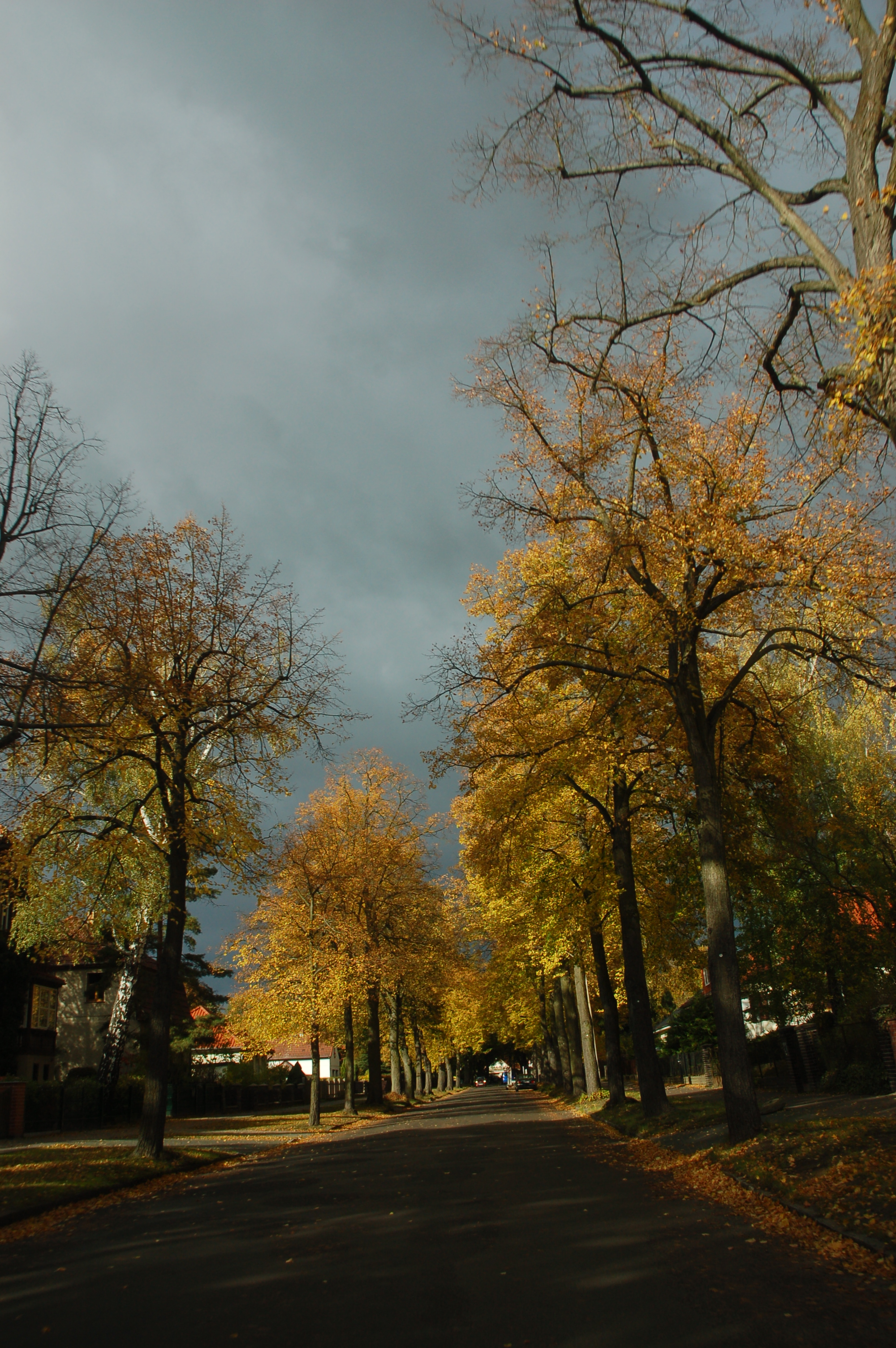
Brandenburgische Straße

Zur Zeit des Nationalsozialismus wurden von den damals etwa 5000 Einwohnern des Ortes die 170 Juden unter Mithilfe der örtlichen Behörden vertrieben. Es ist belegt, dass der damalige Bürgermeister, das Finanzamt und viele weitere von der Vertreibung profitierten. Rund 80 Personen gelang die Emigration, die restlichen Juden wurden in Ghettos oder Konzentrationslager deportiert. Von den Überlebenden oder Emigrierten kam keiner zurück. Nach dem Zerfall der Sowjetunion 1991 gelangten bis 2005 um die 70 jüdische Übersiedler in den Ort. Sie gründeten den Verein ‚Schtetl‘, der in der ehemaligen Feuerwache eingerichtet wurde.
1953 wurde im Ort auf Initiative des damaligen Berliner Bischofs Wilhelm Weskamm das Bischöfliche Vorseminar gegründet, das im Verbund mit anderen Standorten wie in Magdeburg oder auf der Huysburg dem Fehlen von Ausbildungsstätten für katholische Theologen auf dem Gebiet der DDR abhelfen sollte.
Nach 1989 wurde die während der DDR-Zeit eingerichtete Gedenk- und Bildungsstätte in der früheren Reichsparteischule der KPD „Rosa Luxemburg“ geschlossen und das Gebäude wieder zu einem Wohnhaus umgestaltet.
2012 wurde das buddhistische Kloster Wat Sanghathan gegründet.

## Bevölkerungsentwicklung
| Jahr | Einwohner |
| ---- | --------- |
| 1875 | 0 276     |
| 1890 | 0 305     |
| 1910 | 0 880     |
| 1925 | 1 594     |
| 1933 | 2 143     |
| 1939 | 9 153     |

| Jahr | Einwohner |
| ---- | --------- |
| 1946 | 08 799    |
| 1950 | 09 561    |
| 1964 | 09 970    |
| 1971 | 10 175    |
| 1981 | 09 241    |
| 1985 | 08 906    |

| Jahr | Einwohner |
| ---- | --------- |
| 1990 | 08 199    |
| 1995 | 09 428    |
| 2000 | 11 299    |
| 2005 | 12 004    |
| 2010 | 12 196    |
| 2015 | 12 311    |

| Jahr | Einwohner |
| ---- | --------- |
| 2020 | 12 899    |
| 2021 | 12 968    |
| 2022 | 13 025    |
| 2023 | 13 043    |
| 2024 | 13 102    |

Gebietsstand des jeweiligen Jahres, Einwohnerzahl: Stand 31. Dezember (ab 1991),, ab 2011 auf Basis des Zensus 2011, ab 2022 auf Basis des Zensus 2022

## Politik

### Gemeindevertretung
Die Gemeindevertretung von Schöneiche besteht entsprechend der Einwohnerzahl der Gemeinde aus 22 Gemeindevertretern und dem hauptamtlichen Bürgermeister. Die Kommunalwahl am 9. Juni 2024 führte bei einer Wahlbeteiligung von 74,2 % zu folgendem Ergebnis:
| CDU                                                    | 14,6 % | 3  | 15,1 % | 3  | 19,9 % | 4  |
| SPD                                                    | 19,3 % | 4  | 15,9 % | 3  | 19,7 % | 4  |
| Alternative für Schöneiche                             | –      | –  | –      | –  | 17,3 % | 2  |
| Die Linke                                              | 23,2 % | 5  | 17,5 % | 4  | 11,9 % | 3  |
| Schöneicher Liste                                      | –      | –  | 07,1 % | 2  | 10,6 % | 2  |
| Bündnis 90/Die Grünen                                  | 06,4 % | 1  | 12,2 % | 3  | 09,2 % | 2  |
| Zusammen für Schöneiche / BVB Freie Wähler             | –      | –  | –      | –  | 08,6 % | 2  |
| FDP                                                    | 02,7 % | 1  | 05,1 % | 1  | 02,9 % | 1  |
| Unabhängige Bürger Schöneiche/BürgerBündnis Schöneiche | –      | –  | 20,9 % | 5  | –      | –  |
| Neues Forum Brandenburg                                | 07,2 % | 2  | 03,9 % | 1  | –      | –  |
| Piraten                                                | –      | –  | 02,2 % | –  | –      | –  |
| Unabhängige Bürger Schöneiche                          | 11,7 % | 3  | –      | –  | –      | –  |
| BürgerBündnis Schöneiche                               | 08,9 % | 2  | –      | –  | –      | –  |
| Freiwillige Feuerwehr Schöneiche                       | 06,0 % | 1  | –      | –  | –      | –  |
| Insgesamt                                              | 100 %  | 22 | 100 %  | 22 | 100 %  | 20 |

2024 entfielen auf die Alternative für Schöneiche vier Sitze, von denen zwei unbesetzt bleiben, weil sie nur zwei Kandidaten nominiert hatte.

### Bürgermeister
Ralf Steinbrück (SPD) wurde in der Bürgermeisterstichwahl am 11. Dezember 2016 mit 51,9 % der gültigen Stimmen gewählt.
In der Stichwahl am 13. Oktober 2024 wurde Ingo Röll (CDU) mit 51,0 % der gültigen Stimmen zu seinem Nachfolger gewählt. Seine Amtszeit beträgt acht Jahre. Der bisherige Amtsinhaber Ralf Steinbrück erhielt 49,0 % der Stimmen.

### Wappen
| Wappen von Schöneiche bei Berlin | Blasonierung: „Von Silber und Grün gespalten, darin eine bewurzelte Eiche mit vier Früchten in verwechselten Farben.“                 |
| Wappen von Schöneiche bei Berlin | Das Wappen wurde vom Erfurter Heraldiker Frank Diemar gestaltet und am 19. September 1995 durch das Ministerium des Innern genehmigt. |

### Flagge
„Die Flagge ist Grün - Weiß (1:1) gestreift und mittig mit dem Gemeindewappen belegt.“

### Dienstsiegel
Das Dienstsiegel zeigt das Wappen der Gemeinde mit der Umschrift GEMEINDE SCHÖNEICHE BEI BERLIN • LANDKREIS ODER-SPREE.

### Gemeindepartnerschaften
Partnergemeinden von Schöneiche sind Lubniewice in Polen, Schwentinental in Schleswig-Holstein und die Verbandsgemeinde Landstuhl in Rheinland-Pfalz.

## Sehenswürdigkeiten

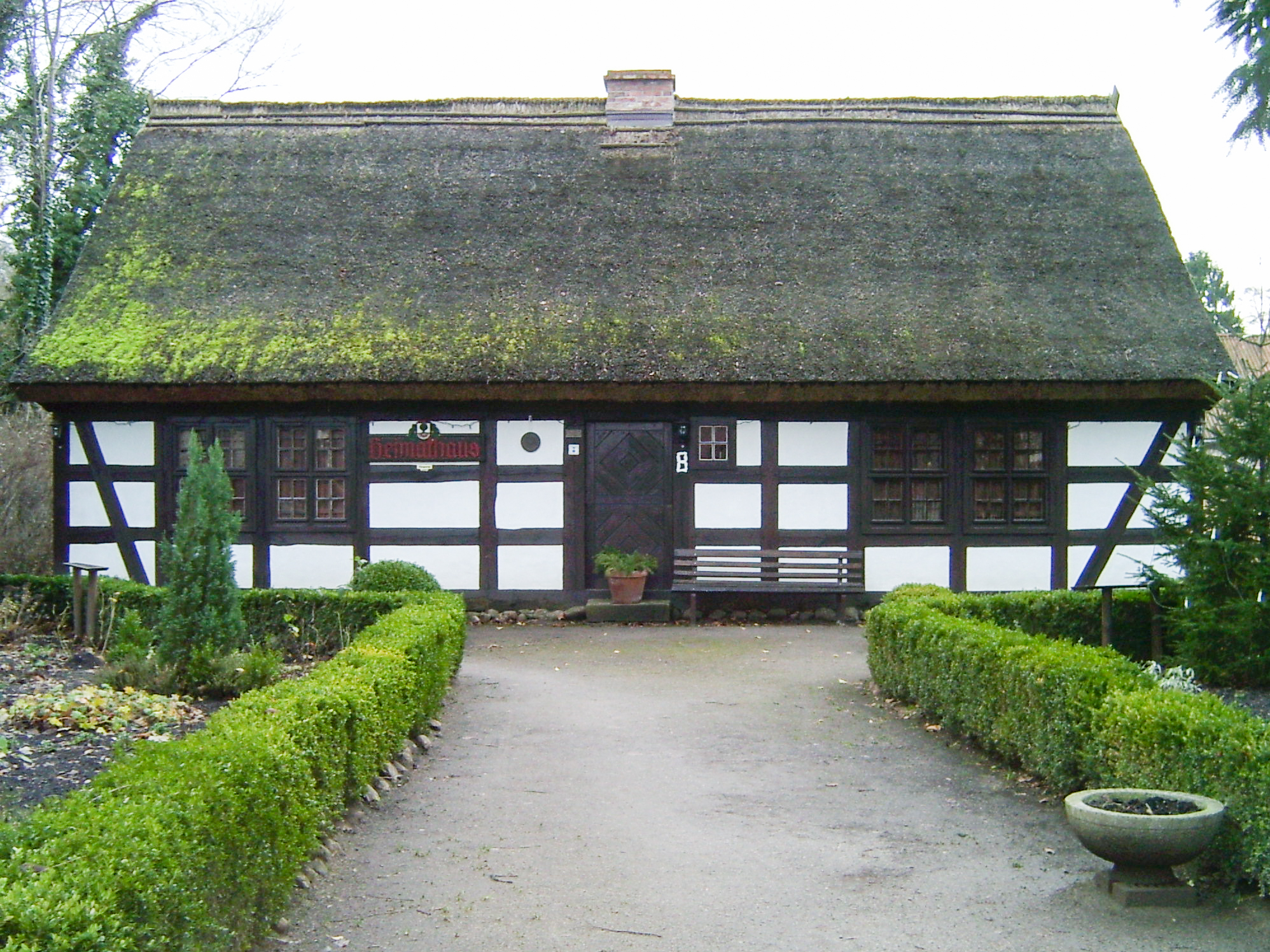
Heimathaus am Dorfanger

In der Liste der Baudenkmale in Schöneiche bei Berlin stehen die in der Denkmalliste des Landes Brandenburg eingetragenen Baudenkmale, weitere Gedenkorte finden sich in der Liste der Denkmale und Gedenkorte in Schöneiche bei Berlin. Die Liste der Naturdenkmale in Schöneiche bei Berlin enthält alle Naturdenkmale der Gemeinde.
Schöneiche
- Lützowhaus
- Schlosskirche Schöneiche, ein im Kern frühgotischer Feldsteinbau, der 1725 als barocker Putzbau erneuert und erweitert wurde. In seinem Innern befindet sich ein Grabmal für Friedrich Wilhelm Schütze. Das Gebäude wird seit 1998 von der Gemeinde als Standesamt genutzt.[17]
- Raufutterspeicher Schöneiche
- Reste des Schöneicher Schlosses (2008 entfernt durch den Eigentümer Land Berlin, nur die Pfeiler der Einfahrt sind erhalten)
- Kleiner-Spreewald-Park
- VVN-Ehrenmal für die Opfer des Faschismus im Schlosspark
- Kulturgießerei[18], unter anderem Ort für die jährlichen Weihnachtsmärkte[17]

Kleinschönebeck
- Alter Dorfanger
  - Heimathaus Schöneiche
  - Dorfkirche Kleinschönebeck
  - Raymund-Dapp-Gedenkstein

Fichtenau
- Reichsparteischule der KPD „Rosa Luxemburg“
- Sowjetisches Ehrenmal

## Kultur und Sport

### Musik
Seit 1970 gab es in Schöneiche ein Jugendblasorchester. Dieses vereinigte sich 1990 mit dem Fürstenwalder Jugendblasorchester zum 1. Brandenburgischen Garde-Blasmusikkorps Fürstenwalde. Heute gibt es in Schöneiche eine eigene Musikschule, an der die verschiedensten Instrumente unterrichtet werden. Sie ist im Helga-Hahnemann-Haus untergebracht und gestaltet zahlreiche kulturelle Höhepunkte im Ort. Seit 2004 findet jährlich an einem Samstag im Frühjahr das Musikfest Schöneiche statt.

### Theater
Regelmäßig führt die ortsansässige Laienspielgruppe Theater aus Schöneiche (Thasch) Stücke in der Kulturgießerei auf.

### Sport
Wohl populärster Verein des Ortes ist der Fußballverein Germania 90, der nach der Wende aus dem Vorgängerverein ZBE Landbau Schöneiche entstand. Zwischen der Saison 2006/07 und 2016/17 spielte der Verein neun Spielzeiten in der Fußball-Oberliga Nordost (Staffel Nord). Aus wirtschaftlichen Gründen wurde die Mannschaft aus der Oberliga abgemeldet. Sie spielt seit der Saison 2017/18 in der zwei Spielklassen niedrigeren Landesliga Brandenburg.
Ebenfalls ein erfolgreicher Verein des Ortes ist die TSGL Schöneiche, dessen erste Volleyball-Herrenmannschaft seit 2007 in der 2. Bundesliga spielt. Die B1 Bowler Schöneiche spielen mit mehreren Mannschaften in der Brandenburgliga, mehrere Spieler und Jugendspieler nahmen an den Deutschen Bowling-Meisterschaften teil.

## Wirtschaft und Infrastruktur
Die Gemeinde hat mehrere aktuelle und ehemalige Friedhöfe.

### Verkehr

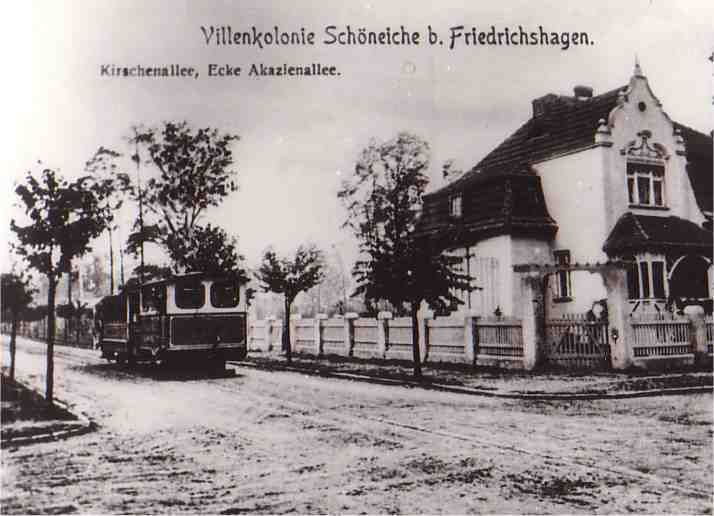
Schöneicher Straßenbahn, 1911

Der öffentliche Personennahverkehr wird unter anderem durch den PlusBus des Verkehrsverbund Berlin-Brandenburg erbracht. Folgende Verbindung führt, betrieben von der Busverkehr Oder-Spree, durch Schöneiche:
- Linie 420: S-Bahnhof Erkner ↔ Woltersdorf ↔ Schöneiche ↔ S-Bahnhof Neuenhagen

Im Frühjahr 1910 wurde mit den Bauarbeiten zur Schöneicher Straßenbahn begonnen. Die meterspurige Strecke war 5,6 Kilometer lang und führte bis zum S-Bahnhof Friedrichshagen. Am 5. November 1912 wurde die Straßenbahn bis nach Kalkberge verlängert. Am 30. Mai 1914 wurde die Strecke elektrifiziert. Die Straßenbahn fährt als Linie 88 bis heute. Seit der politischen Wende werden das Schienennetz, die Fahrleitungsmaste, der Betriebshof und der Wagenbestand kontinuierlich modernisiert.
Der zentrale Umsteigepunkt zwischen der Straßenbahn und den Buslinien ist die Haltestelle Dorfaue. Schöneiche ist weiter über die Buslinie 161 der Berliner Verkehrsbetriebe mit dem S-Bahnhof Rahnsdorf verbunden. Eine Nahverkehrsanbindung an die nördlichen Nachbarn Hoppegarten, Neuenhagen und Fredersdorf-Vogelsdorf mit den dortigen S-Bahnhöfen der Linie S5 besteht seit dem 11. Dezember 2022 wieder. Diese wurde in der Gemeinde mehrfach diskutiert, Versuche waren in der Vergangenheit gescheitert oder mussten jedoch mangels Auslastung wieder eingestellt werden.
Schöneiche liegt an den Landesstraßen L 302 zwischen der Berliner Stadtgrenze und Rüdersdorf und L 338 nach Neuenhagen. Nördlich tangiert die B 1 das Gebiet der Gemeinde. Die nächstgelegenen Autobahnanschlussstellen sind Rüdersdorf und Berlin-Hellersdorf an der A 10 (östlicher Berliner Ring).

### Telefonnetz
Zum Beginn des 20. Jahrhunderts war der Vorsitzende des Schöneicher Grundbesitzervereins, Ernst Schulze, als Obertelegrafensekretär in Berlin-Friedrichshagen tätig. Er sorgte dafür, dass der Ort an das dortige Telefonnetz angeschlossen wurde, Kleinschönebeck schloss sich dieser Anbindung an. Mit der Bildung von Groß-Berlin im Jahre 1920 wurden beide Gemeinden ins Berliner Telefonnetz übernommen. Somit sind die Schöneicher Telefonanschlüsse Bestandteil des Ortsnetzes Berlin und unter der Ortsnetzkennzahl 030 erreichbar.

## Persönlichkeiten

### Söhne und Töchter der Gemeinde

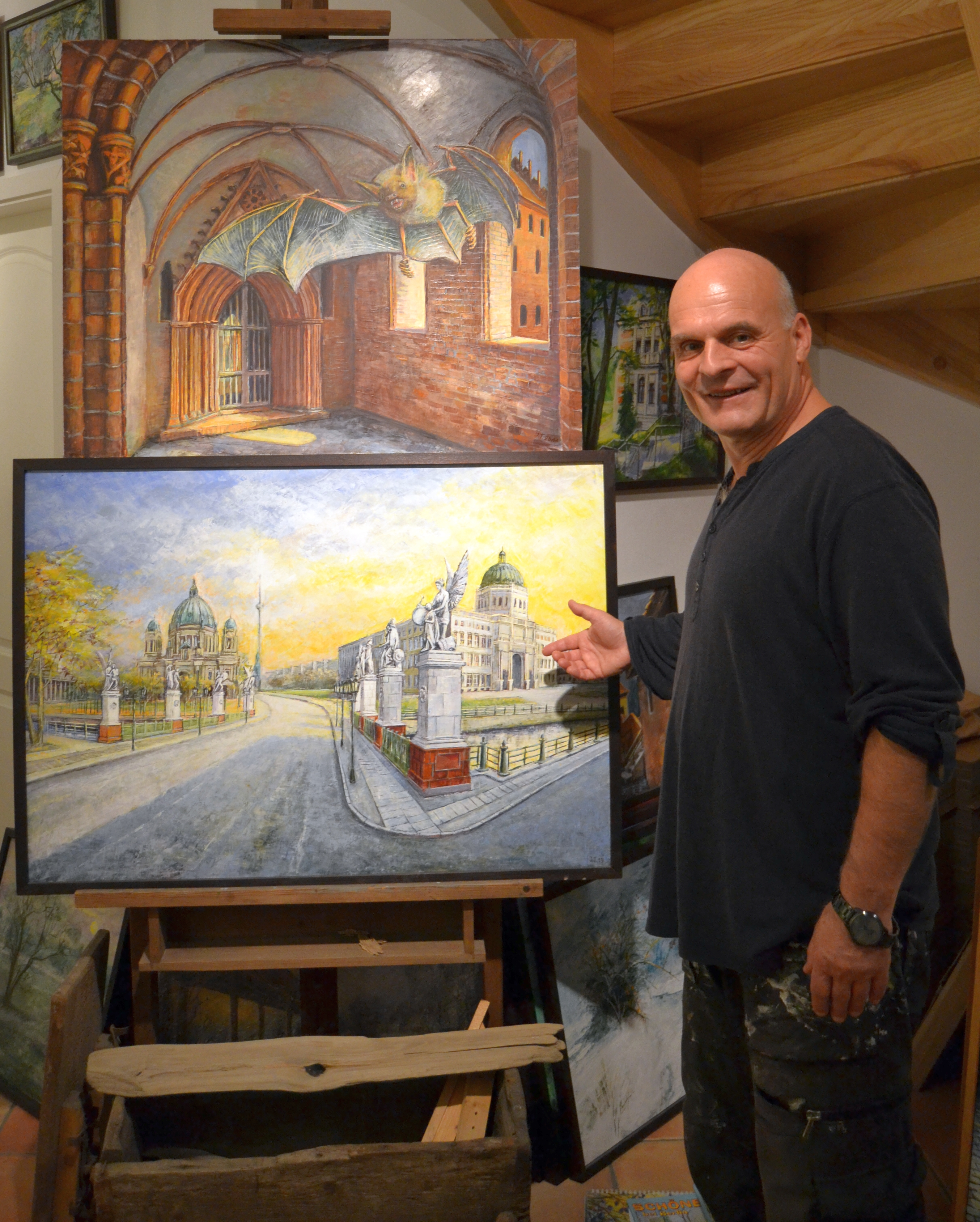
Joachim Tilsch in seinem Atelier (2019)

- Ludwig August Zernikow († 1870), Held des deutsch-französischen Krieges von 1870/71 („Trompeter von Vionville“ beziehungsweise „Hornist von Mars-La-Tour“)
- Rudolf Naumann (1910–1996), Archäologe und Bauforscher
- Karl Lemke (1924–2016), Bildhauer
- Bernhard Hochwald (* 1957), Sportschütze
- Joachim Tilsch (* 1959), Kunstmaler

### Mit Schöneiche verbundene Persönlichkeiten
Im Ort lebten oder wirkten:

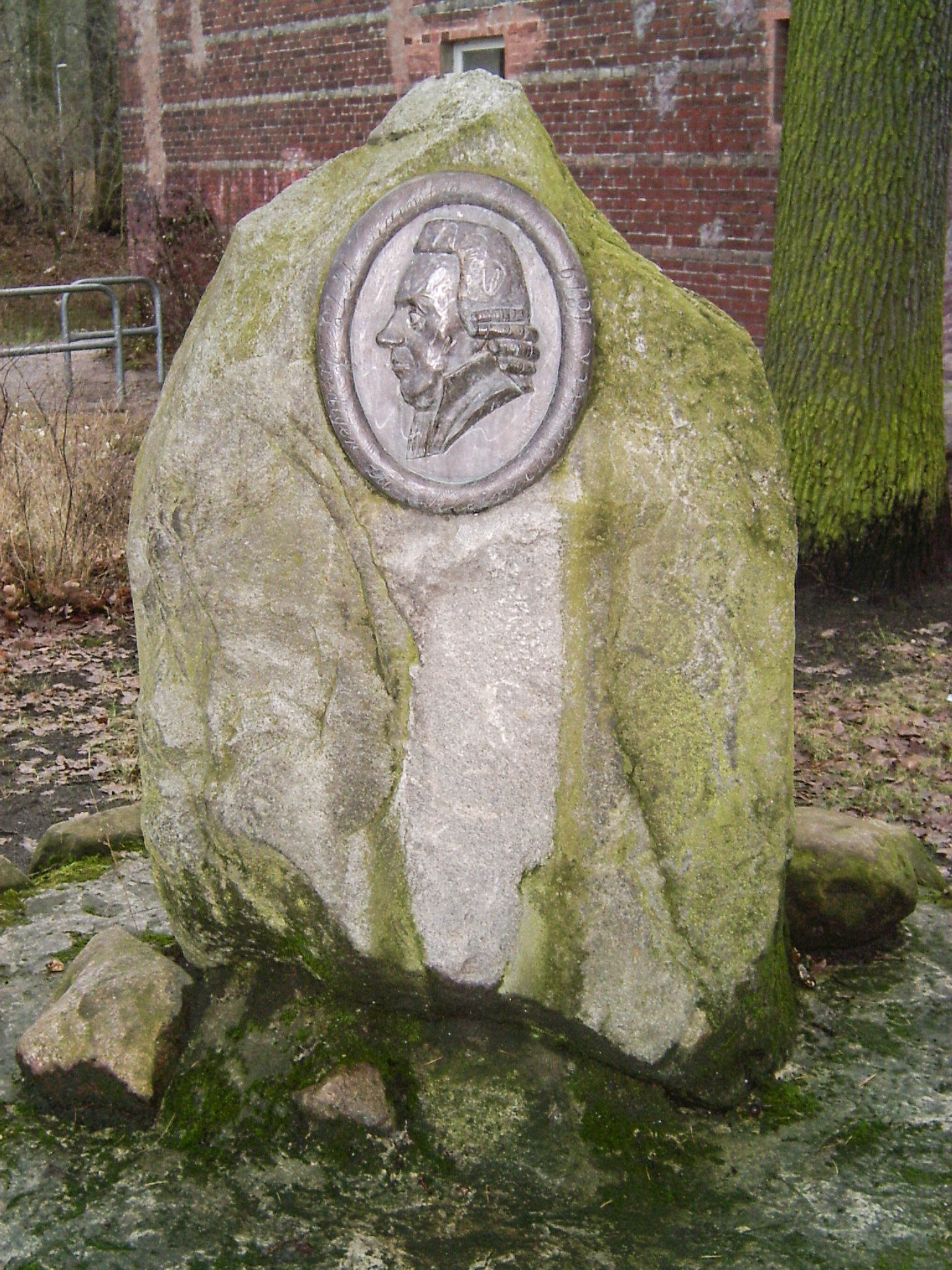
Raymund-Dapp-Gedenkstein

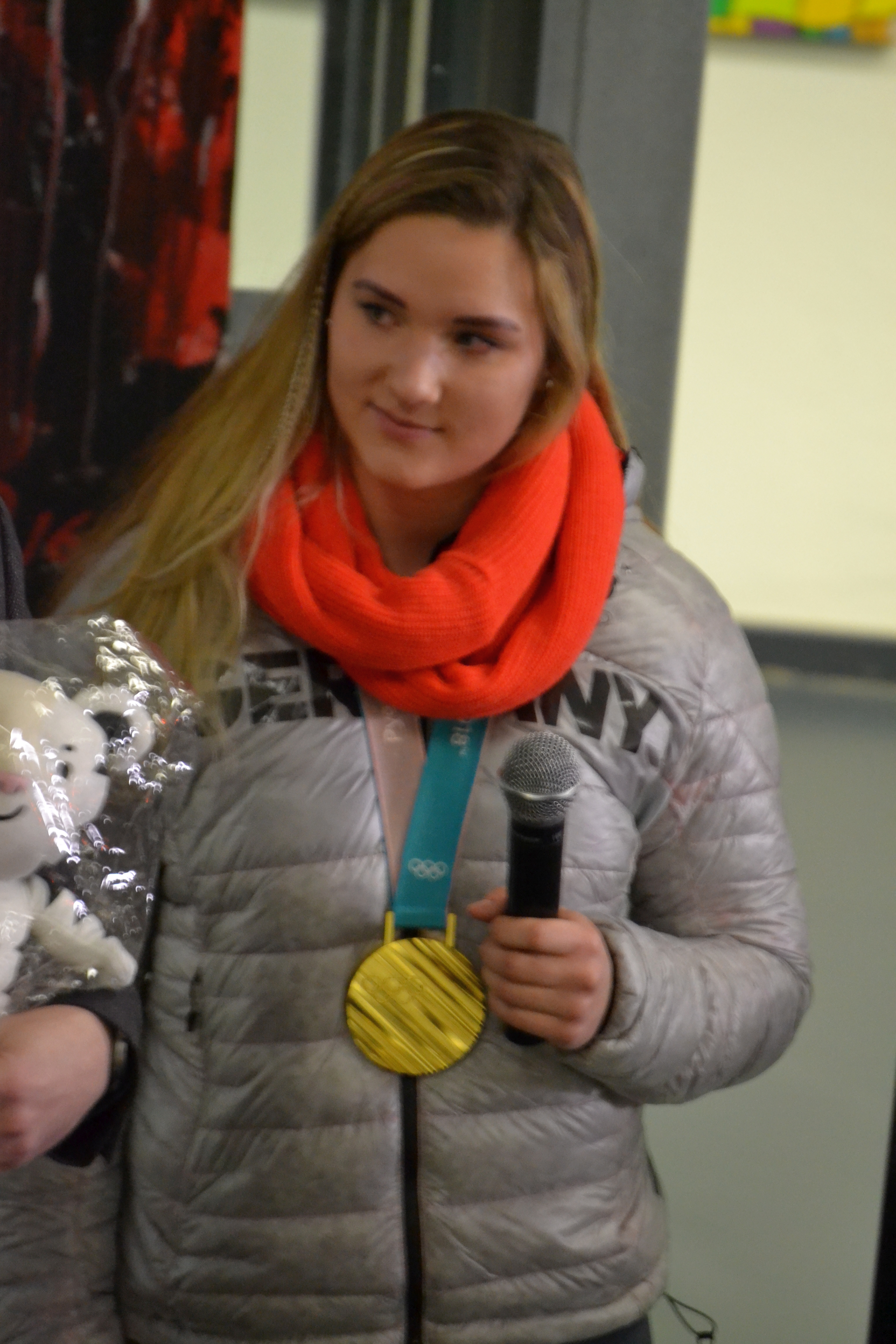
Lisa Buckwitz beim Empfang zu ihren Ehren im Schöneicher Rathaus nach der Rückkehr als Olympiasiegerin März 2018

- Friedrich Wilhelm Schütze (1717–1794), Bankier
- Raymund Dapp (1744–1819), Pfarrer in Kleinschönebeck
- Georg Luger (1849–1923), Erfinder der Parabellumpistole, lebte in Fichtenau
- Ferdinand Funk (1859–1945), erster Vorsitzender des Verbandes deutscher Postassistenten[24]
- Franz Schönenberger (1865–1933), erste Professur für Naturheilkunde an der Friedrich-Wilhelms-Universität Berlin
- Wilhelm Spohr (1868–1959), Schriftsteller aus dem Dichterkreis um Wilhelm Bölsche
- Georg Schöpflin (1869–1954), Politiker (SPD/SED)
- Gustav Casmir (1872–1910), olympischer Fechter, gestorben in Fichtenau
- Fritz Kolbow (1873–1946), Mouleur
- Gustav Havemann (1882–1960), Geiger, Leiter der „Reichsmusikerschaft“ in der Reichsmusikkammer
- Max Dittrich (1889–1976), Ortspolizist, Widerstandskämpfer gegen den Nationalsozialismus
- Joachim Heinrichs (1889–1955), Pfarrer der Bekennenden Kirche
- Max Fechner (1892–1973), Politiker (SPD/SED)
- Felix Havenstein (1893–1970), Heimatschriftsteller
- Walter Dehmel (1903–1960), Dichter und Übersetzer
- Joachim Chaim Schwarz (1909–1992), Schriftsteller
- Herbert Weymar (1911–1979), Ingenieurkartograph und Amateurbotaniker, lebte zwischen 1955 und 1969 in Schöneiche
- Nadeshda Ludwig (1912–1990), Slawistin, u. a. Übersetzerin, und Hochschullehrerin
- Karl Kormes (1915–1995), Botschafter der DDR in Jugoslawien und Ecuador
- Margarete Herzberg (1921–2007), Opernsängerin, lebte 1963 bis 2007 in Schöneiche
- Otto Häuser (1924–2007), Schriftsteller
- Konrad von Rabenau (1924–2016), Theologe, Kommunalpolitiker in Schöneiche
- Hans Reichelt (1925–2025), Politiker (DBD)
- Wolfgang Schumann (1927–2012), Komponist und Musikdirektor (seit 1958 in Schöneiche)
- Alfons Wonneberg (1927–2013), Jazz- und Unterhaltungsmusiker, Arrangeur, Bandleader und Hochschullehrer
- Horst Grunert (1928–2005), Botschafter der DDR bei der UNO, in den USA und Kanada
- Heinz Schröder (1928–2009), Puppenspieler
- Peter Kretzschmar (1932–2018), Handballspieler und -trainer
- Rolf Schneider (* 1932), Schriftsteller
- Lothar Graap (* 1933), Komponist und Kirchenmusiker
- Wolfgang Cajar (* 1935), Ortshistoriker und Umweltschützer
- Helga Hahnemann (1937–1991), Entertainerin, lebte 1979 bis 1991 in Schöneiche
- Ekkehard Brühn (1941–2021), Ortshistoriker, Denkmalschützer
- Klaus Lubina (* 1942), Gebrauchsgrafiker
- Waltraud Kretzschmar (1948–2018), Handballspielerin
- Frank Terletzki (* 1950), Fußballspieler
- Monika Herz (* 1951), Schlagersängerin
- Eberhard Tiefensee (* 1952), Theologe
- Frank Pastor (* 1957), Fußballspieler
- Mathias Papendieck (* 1982), Politiker (SPD), MdB
- Fabian Enders (* 1986), Dirigent
- Lisa Buckwitz (* 1994), Bobsportlerin, Olympiasiegerin

### Familien
- Ritter von Krummensee, frühere Besitzer beider Orte
- Familie Grätz, lange in Schöneiche nachweisbare Bauernfamilie, unter anderem Namensgeber für den Ortsteil Grätzwalde. Zuletzt prominent mit Helmut Grätz als Ortspfarrer vertreten.